# Ковалевская, Майя
Майя Ковалевская (Ковалевска) (латыш. Maija Kovaļevska; род. 1979) — латвийская оперная певица, сопрано.

## Биография
Родилась 21 сентября 1979 года в Риге.
Окончила Латвийскую музыкальную академию, с 2003 года занимается у Миреллы Френи в Италии. В этом же году дебютировала на сцене Латвийской национальной оперы в роли Донны Эльвиры в «Доне Жуане» Моцарта.
Зарубежный дебют состоялся в 2006 году с ролью Мими в опере Пуччини «Богема» в Нью-йоркской Метрополитен-опере. В 2007 году Ковалевская пела в Нью-Йорке партию Эвридики в опере «Орфей и Эвридика» Глюка, а в 2008 году — Микаэлу в «Кармен» Бизе. В 2010 году дебютировала в Лондонской Королевской опере, также исполнив Микаэлу в «Кармен». В Венской государственной опере она пела в 2011 году в ролях Татьяны «Евгений Онегин» и Виолетты в «Травиате».

## Награды
- В 2004 году завоевала главный приз 10-го Международного конкурса оперных певцов им. Рикардо Дзандонаи в Италии и вторую премию на 3-м Международном конкурсе вокалистов им. Я. Витолса в Риге. Лауреат Большой музыкальной награды Латвии (2004).
- В 2006 году завоевала первое место в конкурсе «Operalia» (Валенсия, Испания), который организует Пласидо Доминго.
- Командор ордена Трёх звёзд (2016)[2].